# Мышко, Денис Александрович
Денис Александрович Мышко (12 июля 1977) — украинский футболист, защитник.

## Игровая карьера
В чемпионате Украины выступал в составе «Николаева», где провёл 3 игры в высшей лиге. Дебютный матч: 7 марта 1999 года СК «Николаев» — «Металлист» (Харьков), 0:2. Продолжил карьеру в клубах второй лиги «Олимпия ФК АЭС», «Олком», «Портовик», «Херсон».
Большую часть карьеры играл в любительских коллективах Николаевской области, таких как «Николаев-2», «Первомайск» и «Колос» (Степовое), где и выступает в настоящее время.